# Eupithecia subita
Eupithecia subita là một loài bướm đêm trong họ Geometridae.